# Philipp Brunner (Verwaltungsjurist)

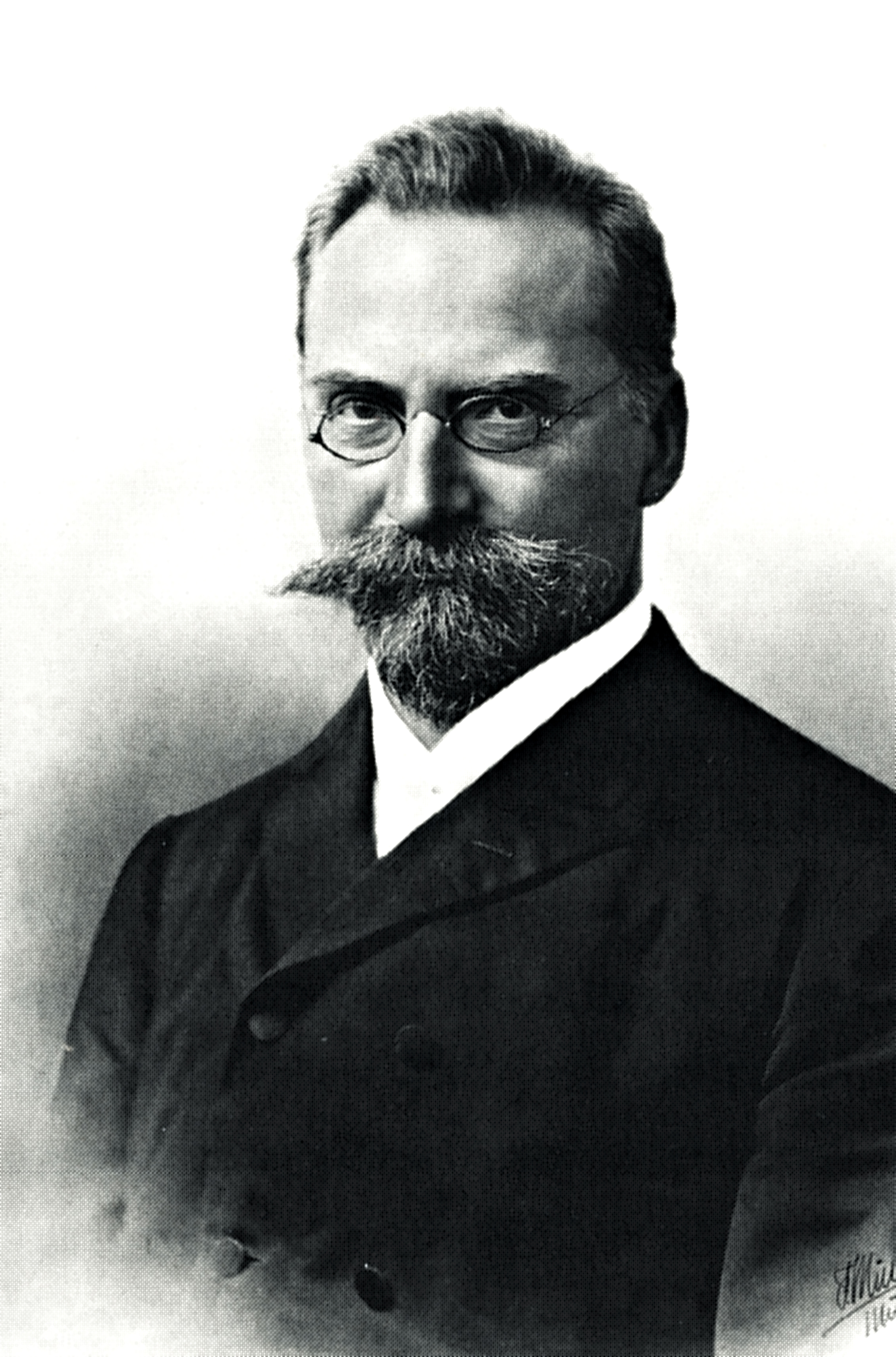
Philipp Brunner

Philipp Brunner, seit 1898  Ritter von Brunner (* 26. Januar 1844 in Volkach; † 10. Juli 1919 in München) war ein deutscher Verwaltungsjurist und von 1914 bis 1918 letzter Präsident des Landrats von Oberbayern.

## Leben
Philipp Brunner war ein Sohn des Kreismedizinalrats und königlichen Gerichtsarztes in Volkach (Unterfranken), Dr. Heinrich Brunner (* 1817), und seiner Ehefrau Katharina geb. von Lichtenthal. 1861 bestand er die Abiturprüfung am Maximiliansgymnasium München mit der Gesamtnote „I“, unter anderem mit Max von Gietl und Georg Friedrich Knapp. Anschließend studierte er an der Ludwig-Maximilians-Universität München Rechtswissenschaft. 1862 wurde er Mitglied des Corps Suevia München. Als Inaktiver wechselte er an die Ruprecht-Karls-Universität Heidelberg. Ab 1873 war er Magistratsrat in München. Von 1893 bis 1914 war er II. Rechtskundiger Bürgermeister. Von 1914 bis 1918 war er letzter Präsident des Landrats von Oberbayern, was heute dem Amt eines Bezirkstagspräsidenten entspricht. Verheiratet war er mit Anna Fischer.
Brunner war Ehrendoktor der Medizin (Dr. med. h. c.) und Geheimer Hofrat. Durch die Verleihung des Ritterkreuzes des Verdienstordens der Bayerischen Krone wurde er 1898 durch Luitpold von Bayern in den persönlichen Adel erhoben. Er durfte sich nach der Eintragung in die Adelsmatrikel „Ritter von Brunner“ nennen. 1911 erhielt er das Komturkreuz dieses Ordens. Er war seit 1912 auch Ritter II. Klasse des Verdienstordens vom Heiligen Michael. Die Stadt Traunstein ernannte ihn am 2. November 1900 zum Ehrenbürger. Anlässlich seines 40-jährigen Dienstjubiläums erhielt er 1913 die Goldene Bürgermedaille der Landeshauptstadt München.